# Guembelia crassifolia
Guembelia crassifolia là một loài Rêu trong họ Grimmiaceae. Loài này được (Lindb. ex Broth.) Ochyra & Żarnowiec mô tả khoa học đầu tiên năm 2003.